# Antiguo Monasterio Español
Antiguo Monasterio Español (en inglés: Old Spanish Monastery) o conocido también como St. Bernard de Clairvaux Church es un edificio histórico medieval ubicado en North Miami Beach, Florida.  Antiguo Monasterio Español se encuentra inscrito  en el Registro Nacional de Lugares Históricos de Estados Unidos desde el 9 de noviembre de 1972.

## Ubicación
Antiguo Monasterio Español se encuentra dentro del condado de Miami-Dade en las coordenadas 25°55′45″N 80°09′17″O / 25.929167, -80.154722.